# باتافيا (سفينة)
باتافيا هي سفينة هولندية لشركة شرق الهند الهولندية، أكتمل بناءها في أمستردام عام 1628، يبلغ طول باتافيا 56.6 متر وحجم إزاحتها 1200 طن، ويشمل تسليح باتافيا على 24 مدفعا، غرقت باتاقيا في أول رحلة لها قرب السواحل الغربية لأستراليا في 4 يوليو 1629.